# Dacia Pick-Up
Dacia Pick-Up – kompaktowy samochód dostawczy z nadwoziem pick-up, produkowany w rumuńskich zakładach Dacia w latach 1975–2006.

## Historia i opis modelu
Samochód bazował na osobowej Dacii 1300, ta zaś stanowiła licencyjną odmianę Renault 12. Był jedynym modelem serii 1300, który pozostał w produkcji do 2006 roku, wraz z nowymi modelami.
Pick-Up sprzedawany był głównie w wersji silnikowej 1.6 l, a także w wersji 1.3 l oraz 1.4 l, zaś w listopadzie 2002 roku dołączył Diesel o pojemności 1.9 l. Powstała także wersja z napędem na cztery koła. Dacia Pick-Up w zależności od wersji występowała pod oznaczeniami 1302, 1304, 1305, 1307 oraz 1309. Produkcję zakończono 8 grudnia 2006 roku po wyprodukowaniu 318 969 sztuk.

### Wersje
- 1302: 2-drzwiowy pick-up bazujący na osobowej Dacii 1300, produkowany w latach 1975–1982
- 1304 Pick Up: 2-drzwiowy pick-up bazujący na Dacii 1310, produkowany w latach 1981–2006
- 1304 Drop Side (DS): 2-drzwiowy pick-up z opuszczanymi burtami, produkowany w latach 1983–2006
- 1304 King Cab: 2-drzwiowy pick-up z przedłużoną kabiną, produkowany w latach 1994–2003
- 1305: wersje 1304 z napędem na przednią oś
- 1307 Double Cab (DC): 4-drzwiowy pick-up z wydłużonym rozstawem osi, produkowany w latach 1992–2006
- 1309: 4-drzwiowy pick-up ze zwykłym rozstawem osi, bazujący na wersji kombi Dacii 1310, produkowany w latach 1992–1998

## Dane techniczne
| Wersja               | Silnik                    | Układ zasilania   | Średnica × skok tłoka | St. sprężania     | Moc maksymalna                   | Maks. moment obrotowy      | 0–100 km/h        | V-max             |
| Silniki benzynowe    | Silniki benzynowe         | Silniki benzynowe | Silniki benzynowe     | Silniki benzynowe | Silniki benzynowe                | Silniki benzynowe          | Silniki benzynowe | Silniki benzynowe |
| -------------------- | ------------------------- | ----------------- | --------------------- | ----------------- | -------------------------------- | -------------------------- | ----------------- | ----------------- |
| 1.3                  | R4 1,3 l (1289 cm³), OHV  | gaźnik            | 73 × 77 mm            | 8,5:1             | 54 KM (40 kW) przy 5250 obr./min | 95 N·m przy 3300 obr./min  | b.d.              | 143 km/h          |
| 1.4                  | R4 1,4 l (1397 cm³), OHV  | gaźnik            | 76 × 77 mm            | 9,0:1             | 62 KM (46 kW) przy 5250 obr./min | 102 N·m przy 3000 obr./min | b.d.              | 145 km/h          |
| 1.6                  | R4 1,6 l (1557 cm³), OHV  | wtrysk paliwa     | 77 × 83,6 mm          | 8,5:1             | 72 KM (54 kW) przy 5000 obr./min | 122 N·m przy 2500 obr./min | b.d.              | 150 km/h          |
| Silniki wysokoprężne |                           |                   |                       |                   |                                  |                            |                   |                   |
| 1.9                  | R4 1,9 l (1870 cm³), SOHC | wtrysk paliwa     | 80 × 93 mm            | 21,5:1            | 63 KM (47 kW) przy 4500 obr./min | 118 N·m przy 2250 obr./min | b.d.              | 138 km/h          |

## Galeria

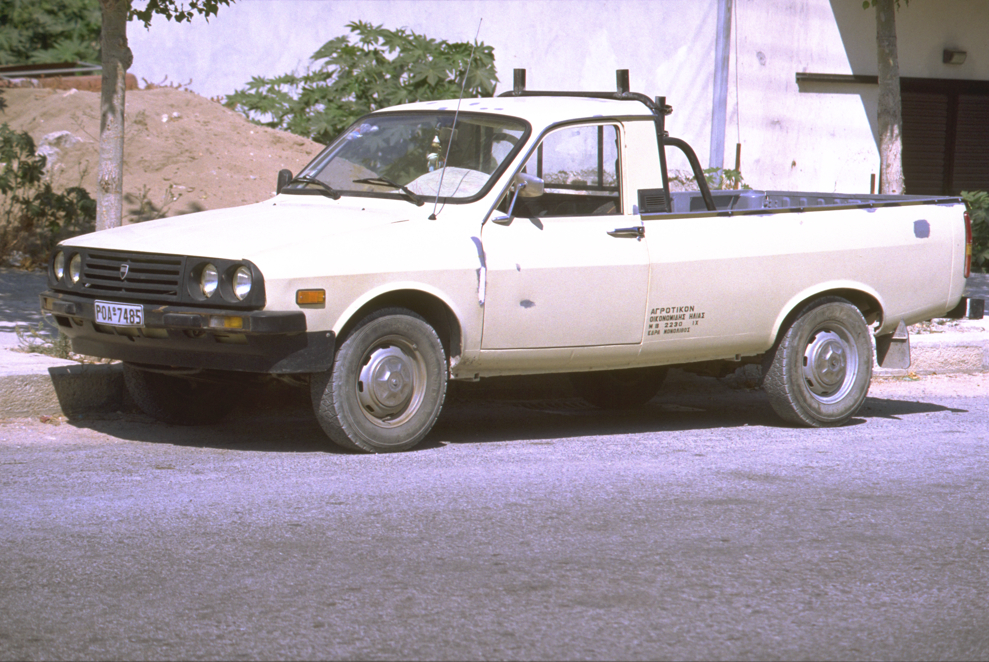
Dacia 1304 Pick-Up z lat 1984–1991
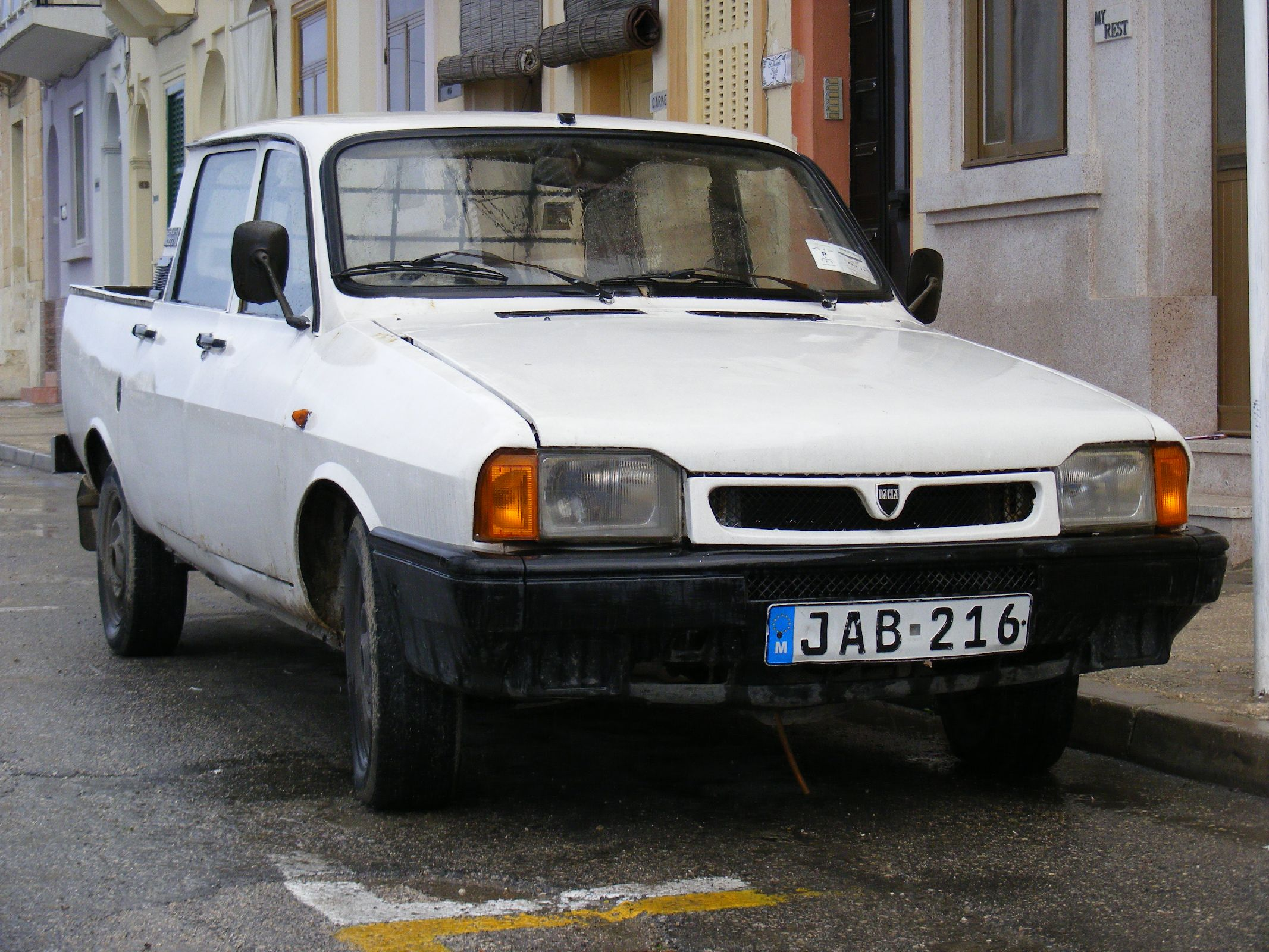
Dacia 1307 Pick-Up z lat 1993–1998
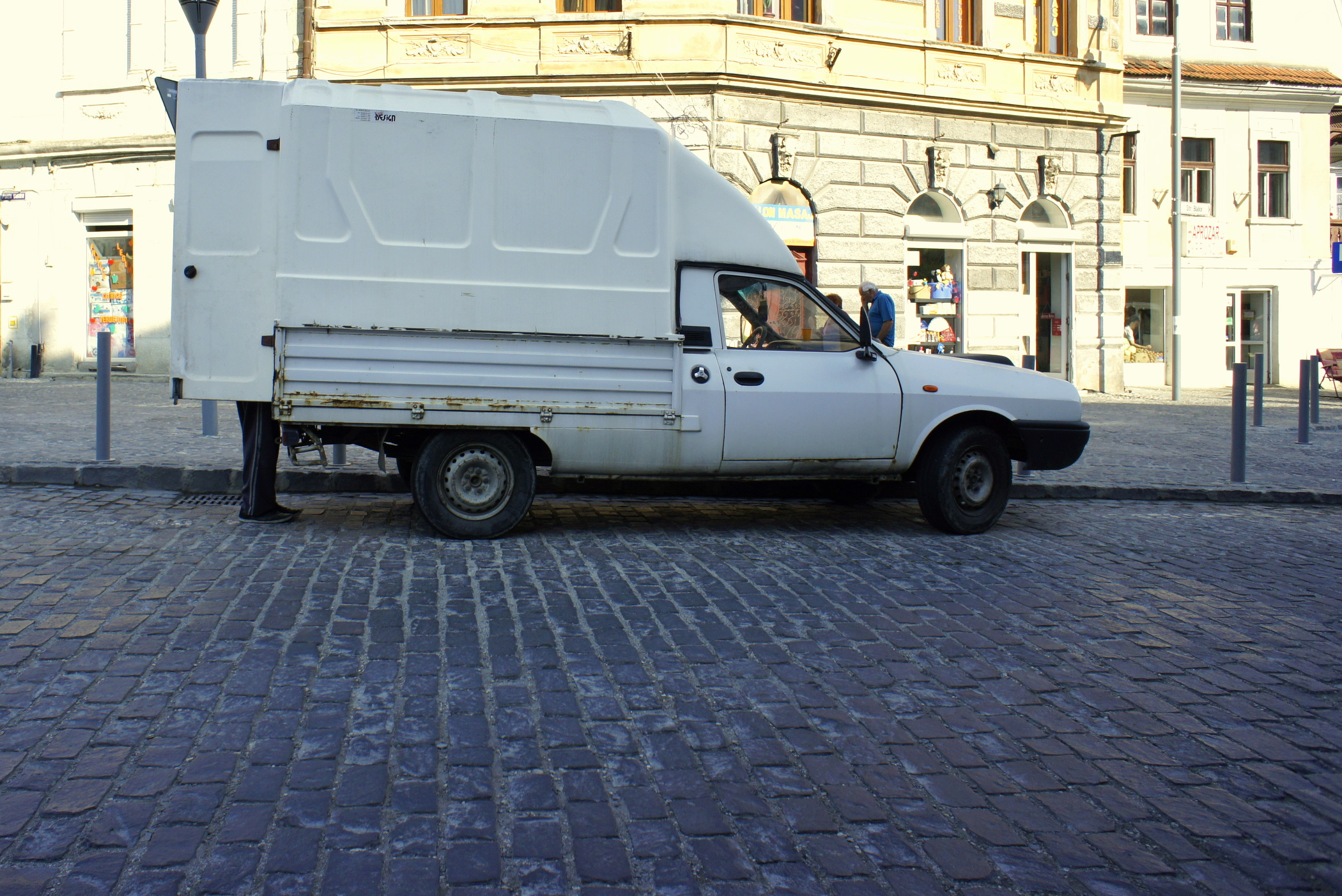
Dacia 1304 Drop Side Pick-Up z lat 1998–2004
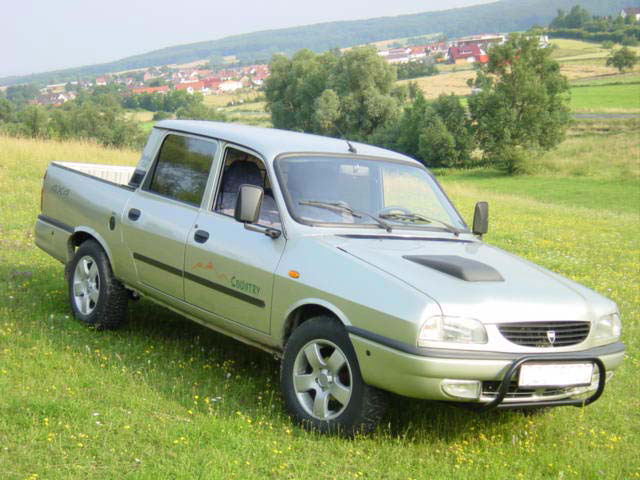
Dacia 1307 Pick-Up 4x4 z lat 1998–2004